# Dikraneura stonei
Dikraneura stonei är en insektsart som beskrevs av Ruppel och Delong 1953. Dikraneura stonei ingår i släktet Dikraneura och familjen dvärgstritar. Inga underarter finns listade i Catalogue of Life.